# 北折一
北折 一 （きたおり はじめ、1964年 - ）は、元・NHKの科学・環境番組部専任ディレクター。

## 人物・経歴
愛知県出身。1982年滝高等学校を卒業し、名古屋大学入学。名古屋大学文学部（社会学研究室）卒業後、1987年NHK入局。1995年、「ためしてガッテン」の立ち上げに参加、以後、ディレクターとして制作を続けている。同番組の生き字引的なディレクター。また、2000年、消費生活アドバイザー（経済産業大臣認定）の資格を取得。消費者の立場から、有益な商品を追求している。番組視聴者にはいつまでも幸せであってほしいとの願いから医療機関で肥満患者に指導されていた方法を参考に、「誰でも簡単にできる」ダイエット方法を考案。自らの体を実験台にして、暴飲暴食でわざと太ってはこの方法でやせることを繰り返し、その効果を確信。2003年、計るだけダイエットというネーミングで初公開、以来大反響を呼び続けている。全国の医師・栄養士・保健師からの支持も厚く、番組制作のかたわら、全国各地で講演活動も行う。
2013年10月、NHKが突然講演活動に大幅な制限をかけるようになったため、退職。フリーの立場で、講演・執筆を中心に活動を続ける。

## 著書
- 2006年 NHKためしてガッテン健康・生活・料理・人生選りすぐり○×クイズ
- 2006年 かまぼこはなぜ11ミリで切るとうまいのか？
- 2007年 生活常識の大逆転暮らし（得）アップ術
- 2007年 死なないぞダイエット NHKためしてガッテン流
- 2009年　NHKためしてガッテン　食育！ビックリ大図典
- 2011年　やせことば。NHKためしてガッテンのディレクターが考案！